# Péter Bakonyi
Péter Bakonyi   (Budapest, 17 de febrer de 1938), nascut Buchwald, és un tirador d'esgrima hongarès, ja retirat, especialista en sabre, que va competir durant les dècades de 1960 i 1970.
El 1964 va prendre part en els Jocs Olímpics d'Estiu de Tòquio, on va disputar dues proves del programa d'esgrima. Destaca la cinquena posició obtinguda en la prova de sabre per equips. Quatre anys més tard, als Jocs de Ciutat de Mèxic, guanyà la medalla de bronze en la prova de sabre per equips, i el 1972, a Munic, revalidà la medalla de bronze en la mateixa prova.
En el seu palmarès també destaquen vuit medalles al Campionat del món d'esgrima, una d'or, tres de plata i quatre de bronze, entre les edicions de 1961 i 1971. A les Universíades guanyà sis medalles, quatre d'or i dues de plata, entre les edicions de 1961 i 1965.
El 2000 guanyà una medalla d'or al Campionat del Món de Veterans en la categoria de més de 60 anys.